# Намба Иппо-рю
Намба Иппо-рю (яп. 難波一甫流, «школа наставника Намба Иппо») — древняя школа дзюдзюцу, классическое боевое искусство Японии, основанное приблизительно между 1615 и 1623 годами мастером по имени Намба Иппосай Хисанага.

## История
Школа Намба Иппо-рю была основана приблизительно между 1615 и 1623 годами мастером по имени Намба Иппосай Хисанага . До создания собственного стиля боевых искусств, основатель школы обучался в одном из филиалов школы Такэноути-рю. Свои наработки он распространял в области Хиросимы. Одним из наиболее известных последователей школы является Такэда Гэнкоцу Моцугэ (1794—1866), основатель школы Фусэн-рю (обучался у Такахаси Инобэя, получил мэнкё кайдэн после 7 лет упорных тренировок). Кроме того, основатель школы Сибукава Ити-рю, Сюто Кураносин Мицутоки, также изучал техники школы Намба Иппо-рю у своего учителя, Миядзаки Гиэмона.
Школа известна применением какусибуки (скрытое оружие).
В настоящий момент школу Намба Иппо-рю всё ещё можно найти в городе Хиросима. Кроме того, техники данного стиля были интегрированы в стиль Сибукава Ити-рю, который также является активным на сегодняшний день.

## Ответвления
У школы Намба Иппо-рю существовало ответвление — Намба Иппо Синтоку-рю, основанное мастером по имени Кодама Токуэмон, который обучался у Яно Дзироэмона, второго сокэ Намба Иппо-рю.